# فخري صالح
فخري صالح نواهضة (1957) باحث وكاتب فلسطيني.

## عن حياته
ولد في مدينة اليامون وتحديدا في جنين عام 1957، حصل على بكالوريوس أدب إنجليزي وفلسفة من الجامعة الأردنية عام 1989 وحاليا يواصل دراسة الماجستير في الجامعة نفسها، وكان قد درس أربع سنوات في كلية الطب في الجامعة نفسها ولم يكمل.